# Jean Guy
Jean Guy, pseudonyme de Jean Guily, est un journaliste belge né à Gosselies le 15 octobre 1939 et mort à Charleroi le 19 octobre 2006.
Enseignant de formation, il fut professeur de français, puis préfet des études à l'athénée Jules Destrée de Marcinelle. Il entama sa carrière de journaliste au Journal de Charleroi, puis à La Nouvelle Gazette. De 1985 à 1997, il fut le directeur et rédacteur en chef du quotidien socialiste Le Journal et Indépendance — Le Peuple. Il était réputé pour ses éditoriaux.

## Publications
- Ma lutte finale, 1997